# سالي إن أوستريفينت
سالي إن أوستريفينت (بالفرنسية: Sailly-en-Ostrevent)‏ هي بلدية تقع في إقليم باد كاليه من منطقة نور با دو كاليه في شمال فرنسا. تبلغ مساحة هذه المدينة 7.43 (كم²)، وترتفع عن سطح البحر 48 م، يبلغ عدد سكانها 679 نسمة حسب إحصاء المعهد الوطني للإحصاء والدراسات الاقتصادية سنة 2009 م. وترأس Anne-Sophie Deroubaix البلدية خلال فترة (2008-2014).